# Граф Келли
Граф Келли (англ. Earl of Kellie) — один из дворянских титулов Шотландии. Был дарован 12 марта 1619 года сэру Томасу Эрскину из клана Эрскин королём Яковом I. В 1829 году произошло слияние титула графа Келли и титула графа Мара. Обладатели титула являются потомственными комендантами замка Стерлинг.

## Графы Келли
- Томас Эрскин, 1-й граф Келли (1566 — 12 июня 1639), сын сэра Александра Эрскина из Гогара (? — 1592), внук Джона Эрскина, 5-гго лорда Эрскина (? — 1555)
- Томас Эрскин, 2-й граф Келли (4 мая 1615 — 3 февраля 1643), сын Александра Эрскина, виконта Фентона (? — 1633), внук предыдущего
- Александр Эрскин, 3-й граф Келли (ум. май 1677), младший брат предыдущего
- Александр Эрскин, 4-й граф Келли (14 сентября 1677 — 9 марта 1710), единственный сын предыдущего
- Александр Эрскин, 5-й граф Келли (ум. 3 апреля 1756), сын предыдущего
- Томас Александр Эрскин, 6-й граф Келли (1 сентября 1732 — 9 октября 1781), старший сын предыдущего
- Арчибальд Эрскин, 7-й граф Келли (22 апреля 1736 — 8 мая 1795), младший брат предыдущего
- Чарльз Эрскин, 8-й граф Келли (ок. 1765 — 28 октября 1799), второй сын сэра Чарльза Эрскина из Камбо, 6-го баронета (1730—1790), внук сэра Дэвида Эрскина (? — 1769), потомок Александра Эрскина, виконта Фентона (? — 1633)
- Томас Эрскин, 9-й граф Келли (ок. 1745 — 6 февраля 1828), сын сэра Дэвида Эрскина (? — 1769), внук сэра Александра Эрскина из Камбо, 2-го баронета (1663—1727)
- Митвен Эрскин, 10-й граф Келли (ок. 1750 — 3 декабря 1829), младший брат предыдущего
- Джон Фрэнсис Миллер Эрскин, 25-й граф Мар, де-юре 9-й граф Мар, 11-й граф Келли (28 декабря 1795 — 19 июня 1866), единственный сын Джона Томаса Эрскина, де-юре 8-го графа Мара (1772—1828). Он унаследовал титул графа Келли в 1829 году
- Уолтер Конигсби Эрскин, 12-й граф Келли, де-юре 10-й граф Мар (12 июля 1810 — 15 января 1872), старший сын достопочтенного Генри Дэвида Эрскина (1776—1846), внук Джона Фрэнсиса Эрскина, де-юре 7-го графа Мара (1741—1825)
- Уолтер Эрскин, 13-й граф Келли, сначала де-юре, а затем де-факто 11-й граф Мар (17 декабря 1839 — 16 сентября 1888), старший сын предыдущего
- Уолтер Джон Фрэнсис Эрскин, 12-й граф Мар, 14-й граф Келли (29 августа 1865 — 3 июня 1955), старший сын предыдущего
- Джон Фрэнсис Херви Эрскин, 13-й граф Мар, 15-й граф Келли (15 февраля 1921 — 22 декабря 1993), старший сын майора Джона Фрэнсиса Эшл Эрскина, лорда Эрскина (1895—1953), внук предыдущего
- Джеймс Торн Эрскин, 14-й граф Мар, 16-й граф Келли (род. 10 марта 1949), старший сын предыдущего

Наследник титула — Достопочтенный Александр Дэвид Эрскин, мастер Мар и Келли (род. 26 октября 1952), младший брат предыдущего.